# لابود
لابود (به مجاری:  Lábod) یک منطقهٔ مسکونی در مجارستان است که در ناحیه نادی‌آتاد واقع شده‌است. لابود ۶۶٫۵۱ کیلومتر مربع مساحت و ۱٬۸۷۸ نفر جمعیت دارد.